# Лях Максим Сергійович
Макси́м Сергі́йович Лях — солдат Збройних сил України, відзначився у ході російського вторгнення в Україну, учасник російсько-української війни, Герой України з удостоєнням ордена «Золота Зірка» (посмертно).

## Біографія
Син волонтерів з Нікопольщини Лілії та Сергія Лях, які активно допомагають ЗСУ і цивільним від початку війни на Донбасі. 
Навчався в Запорізькій спеціалізованій школі-інтернаті «Січовий колегіум». Потім здобував вищу освіту в Україні та Польщі. Проходив навчання в академії ШАГ, за напрямком IT-технологій та не проходив строкової служби. Після початку повномасштабного вторгнення військ РФ в Україну (24 лютого 2022) разом з молодшим 18-річним братом Іваном пішов до територіального центру комплектації, однак їм відмовили, оскільки вони не мали досвіду служби. Після цього брати пройшли вишкіл у Добровольчому українському корпусі «Правий сектор». У листопаді 2022 року потрапили до новосформованої 67-ї окремої механізованої бригади Сухопутних військ Збройних сил України. Брали участь у боях поблизу м. Кремінна Сіверськодонецького району Луганської області. Потім воювали на Бахмутському напрямку.
Незадовго до загибелі, під час тяжких боїв за Бахмут, Максим врятував свого молодшого брата, якого важко поранило. Він вибіг з будівлі під ворожим вогнем і відтягнув брата з-під обстрілів, надав професійну медичну допомогу, без якої той би не вижив. Врятувавши брата, сам повернувся на позиції і тримав оборону, хоча міг вийти разом з Іваном.

## Загибель
Максим Лях загинув 5 травня 2023 року в місті Бахмут.
Похований 9 травня 2023 року в рідному селі.

## Нагороди
- звання Герой України з удостоєнням ордена «Золота Зірка» (29 вересня 2023, посмертно) — за особисту мужність і героїзм, виявлені у захисті державного суверенітету та територіальної цілісності України, самовіддане служіння Українському народові